# Фрідріх V Пфальцький
Фрідріх V (16 серпня 1596 — 29 листопада 1632) — курфюрст Пфальцу і король Богемії.

## Життєпис
Син і спадкоємець Фрідріха IV, курфюрста Пфальцького та Луїзи Юліани Оранської. Луїза Юліана була дочкою Вільгельма Оранського і Шарлоти Монпансьє де Бурбон.
Фрідріх V успадкував курфюрство Пфальц у 1610. Проте до 1612 року фактична влада належала регентові Йоганну II, пфальцграфу Цвайбрюкену, що оженився на сестрі молодого Фрідріха V — Луїзі Юліані. Фрідріх навчався у Седанській академії герцогів Бульйонських. Фрідріх V був набагато освіченішим і працьовитішим, ніж його батько, але мав певну пристрасть до придворної пишності та особистої пихатості. 24 лютого 1613 року у Лондоні у королівській каплиці палацу Вайтгола відбулося його весілля з Єлизаветою, донькою англо-шотландського короля Якова I.
1618 року почалося чеське повстання проти імператора Фердинанда II, яке переросло в Тридцятилітню війну. Спочатку пфальцграф разом з савойським герцогом Карлом Еммануїлом I обійцяли допомогу на чолі із Ернстом фон Мансфельдом. Для отримання більш широкої підтримки Фрідріх V як директор скликав у Ротенбурзі збори Євангелічної унії, але серед її учасників не здобув підтримки своїм діям, насамперед провалилася ідея створення єдиної протестанської армії. Повстанці у серпні 1619 року запропонували Фрідріху корону Чехії, як лідеру Євангельської унії, заснованої його батьком для захисту протестантизму в Священній Римській імперії.
Під впливом своєї дружини Фрідріх V прийняв пропозицію й був коронований на короля Богемії в Соборі св. Віта в Празі 4 листопада 1619 р. Його визнали королем лише німецькі протестанські монархи та Республіка Сполучених провінції. Разом з тим жодна країна не виявила наміру надати допомогу військами чи грошима. 3 липня 1620 було підписано Ульмський мир, за яким Євангелічна унія оголосила нейтралітет. Водночас зростали проблеми вс ередині Богемії, де чеські лютерани вступили у конфлікт з почтом курфюрства, який складався з кальвіністів.
Проте програв у битві на Білій Горі 8 листопада 1620 року. Під час спішної втечі з Праги Фрідріх V з дружиною ледве не забули свого сина Рупрехта, якого слуги кинули в останню карету. Після цього імперські війська вдерлися до Пфальцу. Імперським едиктом він був позбавлений володінь і титулів.
Спочатку з родиною перебрався до Бранденбургу, а 1621 року переїздить спочатку до Мюнстера, а потім Гааги, де мав гарний прийом з боку Морица Оранського, фактичного правителя Республіки Сполучених провінцій. Тут довідався про поразки його союзників — Баден-Дурлаху і Вюртембергу. Деякий час мешкав з родиною у Гаазі, потім з дружиною перебрався до Лейдена, а дітей відправив до Берліну.
У лютому 1631 року зустрівся у Франкфурті-на-Майні зі шведським королем Густавом II Адольфом, де вимушен був погодитися на пропозицію останнього звільнити в Пфальц в обміну на визнання Фрідріхом V зверхності Швеції. Взимку 1632 року із загіном приєднався до шведської армії, яка зайняла Нижній Пфальц. Але у листопаді того ж року помер у Майнці від наслідків сильної лихоманки.

## Родина
Дружина — Єлизавета Стюарт, дочка Якова I Англійського, і Анни Данської
Діти:
- Генріх Фрідріх(інші мови) (1614—1629) — старший син і наступник престолу, потонув у річці Гарлеммермер у Нідерландах.
- Карл I Людвіг (1610—1680) — курфюрст Пфальцький, за умовами Вестфальського миру в 1648 відновив титул курфюрста.
- Руперт Пфальцький (1619—1682) — учасник громадянської війни в Англії.
- Моріц Шиммерн (1620—1652).
- Софія Ганноверська (1630—1714) — дружина Ернста Августа герцога Брауншвейг-Люнебургзького, мати Георга I короля Великої Британії.